# Bán Bálint
Bán Bálint (Budapest, 1990. július 3. –) magyar színész.

## Élete
A Szilágyi Erzsébet Gimnáziumban érettségizett 2009-ben. 2014-ben végzett a Színház- és Filmművészeti Egyetemen, szakmai gyakorlatát a Katona József Színházban töltötte. Egy évadot szabadúszóként dolgozott, majd 2015–2020 között a Thália Színház tagja volt. 2020–2022 között a K2 Színház színésze. 2022-től az Apertúra – A Perpetuum Manufaktúra társulatának tagja.
Édesapja Bán János, szintén színész.

## Színházi szerepei
A Színházi adattárban regisztrált bemutatóinak száma: 28.
- Egressy Zoltán: Csimpi születésnapja[11] (Címszerep)
- Meller Rózsi: Meller-hadnagy (Notóriusok VII.)
- Parti Nagy Lajos-Carlo Collodi-Lev Tolsztolj: Pinokkió (Pierró)
- Simon Beaufoy: Alul semmi (Kese)
- Shakespeare: Rómeó és Júlia (Tybalt)
- Fekete Ádám-Benedikt Wells: A fura
- Gianina Cărbunariu: Mady Baby (Bogdan)[12][13][14][15] [16]

## Filmes és televíziós szerepei
- Két szék között (2015)
- Droszt (2014)
- Kossuthkifli (2015)
- Veszettek (2015)
- Anyám és más futóbolondok a családból (2015)
- Holnap Tali! (2017)
- Jupiter holdja (2017)
- 200 első randi (2018)
- BÚÉK (2018)
- Mintaapák (2021)
- Brigi és Brúnó (2022)
- Cicaverzum (2023)
- S.E.R.E.G. (2024)
- A renitens (2025)

## Hangjátékok
- Rejtő Jenő: Tatjána (2018) – Rejtő Jenő